# Frédéric Lancien
Frédéric Lancien, nascido em 14 de fevereiro de 1971 em Concarneau, é um Corredor ciclista francês. Tem sido sobretudo medalha de bronze do tandem com Denis Lemyre durante os campeonatos mundiais de ciclismo em pista de 1991. Frédéric está casado com Nathalie Even-Lancien, igualmente ciclista.
Em 1996, foi controlado positivo à nandrolona, e foi suspenso 6 meses.

## Palmarés

### Jogos Olímpicos
- Barcelona 1992
  -     - 6.º do quilómetro

### Campeonatos mundiais
- 1991
  -  Medalhista de bronze do tandem

### Copa do mundo
- 1995
  -     - 2.º do quilómetro a Cottbus

  - Vencedor da copa do Mundo do Quilómetro a Hyères em 1992 e 1993
- 1998
  -     - 2.º do quilómetro em Victoria
    - 2.º da velocidade por equipas em Victoria

### Campeonatos nacionais
- 1992
  -  Campeão da França do quilómetro
  - 3.º da velocidade
- 1995
  -  Campeão de France do keirin
  - 2.º da velocidade
  - 2.º do quilómetro